# Oruç
Oruç Bey, dt. auch Urudsch (osmanisch اوروج بن عادل القزاز İA Oruc b. ʿĀdil el-Ḳazzāz, türkisch Oruç, spätes 15. Jh. – frühes 16. Jh.), war ein osmanischer Historiker und Autor eines der frühesten Geschichtswerke in türkischer Sprache über die osmanische Dynastie und Sekretär in Edirne. Sein Geburts- und Todesjahr sind nicht bekannt. Er verfasste seine Chronik, beginnend mit der Zeit von Mehmed II., besonders aber über die Herrschaft von Bayezid II. veli (dt. „der Heilige“).

## Leben und Werk
Im Vorwort seiner Chronik des Urudsch (so der deutsche Titel, im Original Tevārīḫ-i āl-i ʿOsmān / تواريخ آل عثمان) bezeichnet er sich selbst als Kâtib al-Edrenewî / كاتب الادرنوى / ‚Sekretär in Edirne‘, der zweiten Residenzstadt des Osmanischen Reiches und nennt Âdil / عادل als den Namen seines Vaters. Sein Vater war Seidenhändler (kazzaz). Seine Lebenszeit lässt sich aufgrund einer 1970 von Irène Beldiceanu-Steinherr aufgefundenen Urkunde einordnen. Diese Urkunde, ausgestellt im Jahre 905 der Hidschra (Islamische Zeitrechnung), dem Jahr 1499/1500 n. Chr., belegt die Errichtung einer frommen Stiftung durch „den Sekretär Oruç, Sohn des Âdil“. Seine Chronik hat er also während der Herrschaft Bayezids II. geschrieben.
Seine Chronik stützt sich auf kaiserliche Kalender/Jahrbücher (Takvim) und auf verschiedene Menâkıbnâme wie das von Yahşi Fakih. Von dieser Chronik sind sechs Handschriften bekannt, davon befindet sich eine in der Türkei und fünf in abendländischen Bibliotheken. Die Zeitspanne der Berichte variiert, die längste reicht bis zum Ende des Jahres 1502. Der osmanische Gelehrte, Chronist und spätere Şeyhülislâm Şemseddin Ahmed, genannt Ibn-i Kemal oder Kemal-Paşa-zâde, hat die Oruç-Schriften als Grundlage für die Geschichte Bayezids in Band VIII seines Werkes Tevârîh-i Âl-i Osmân (dt. “Geschichte des Hauses Osman”) verwendet.
Wenn auch die Bearbeitung durch Ibn-i Kemal wegen ihrer Stilvirtuosität das Original bald vergessen ließ, so ist für den Historiker der ursprüngliche Text doch von hohem Wert. Die urwüchsige Sprache voller erzählerischer Details (Unwetter, Überschwemmungen, Feuersbrünste) liefert ein ausführliches Bild osmanischen Lebens dieser Zeit.

“[…] erhob an einem Flusse bei einer Furt, wo unser Padischah über den Fluss setzte, ein Wicht, ein Lump, ein Ketzer, ein Schismatiker, ein Verfluchter, ein Ungläubiger, ein Filzträger in Haydari-Tracht*) mit den verdammten Ringen im Ohr und um den Hals, ein schurkischer Attentäter, ein unbeschnittener, unreiner, dreckiger, scheußlicher Unhold seine Hand gegen unseren Padischah und verübte einen Anschlag.”

*) Haydari-Tracht: von einigen Derwisch-Orden getragene raue Filzkutte ohne Ärmel